# استان تیرانا
استان تیرانا (به آلبانیایی: Rrethi i Tiranës) نام یکی از استان‌های سی‌وشش‌گانه کشور آلبانی است. شهر تیرانا پایتخت کشور آلبانی در این استان قرار دارد.

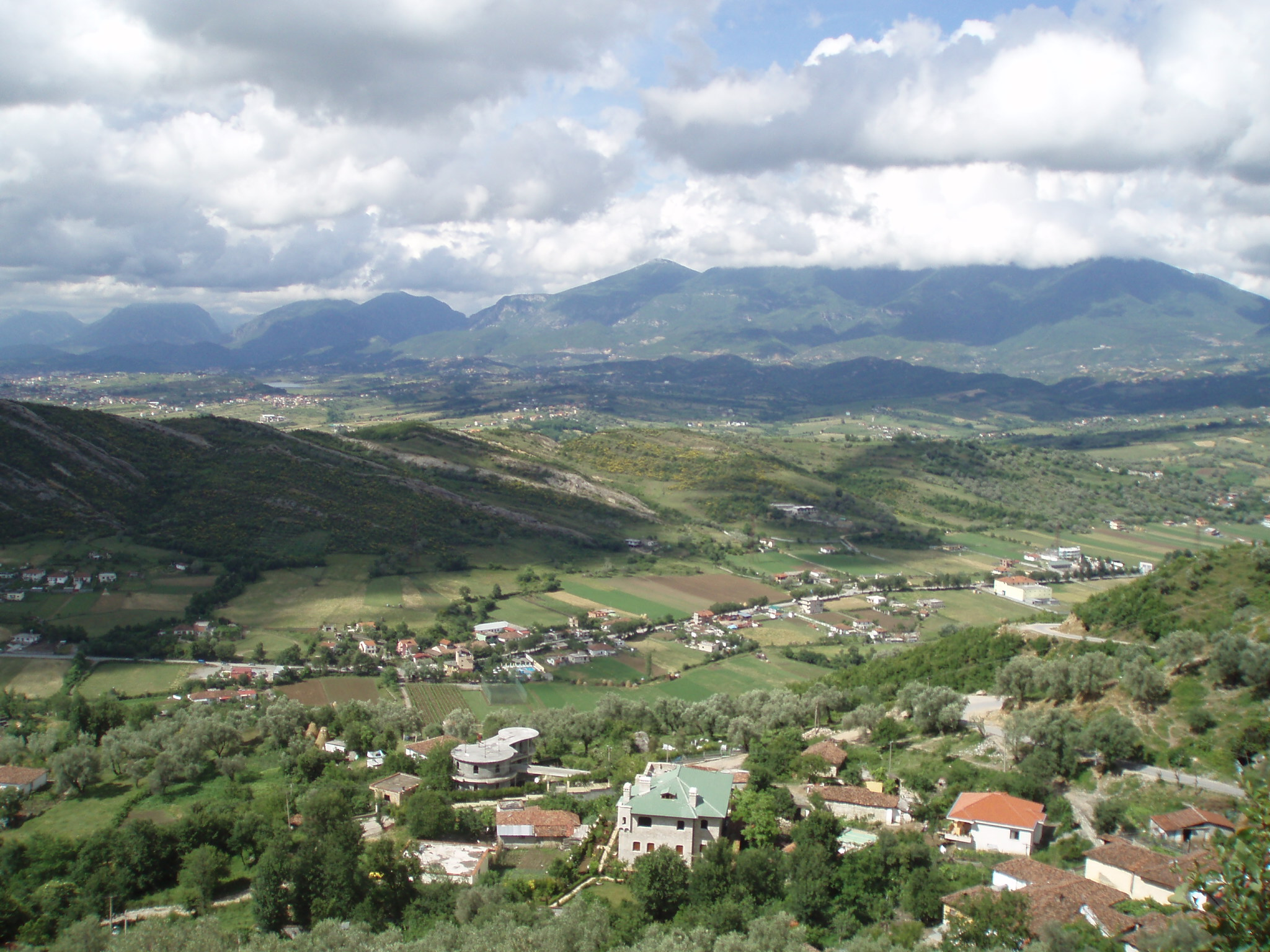

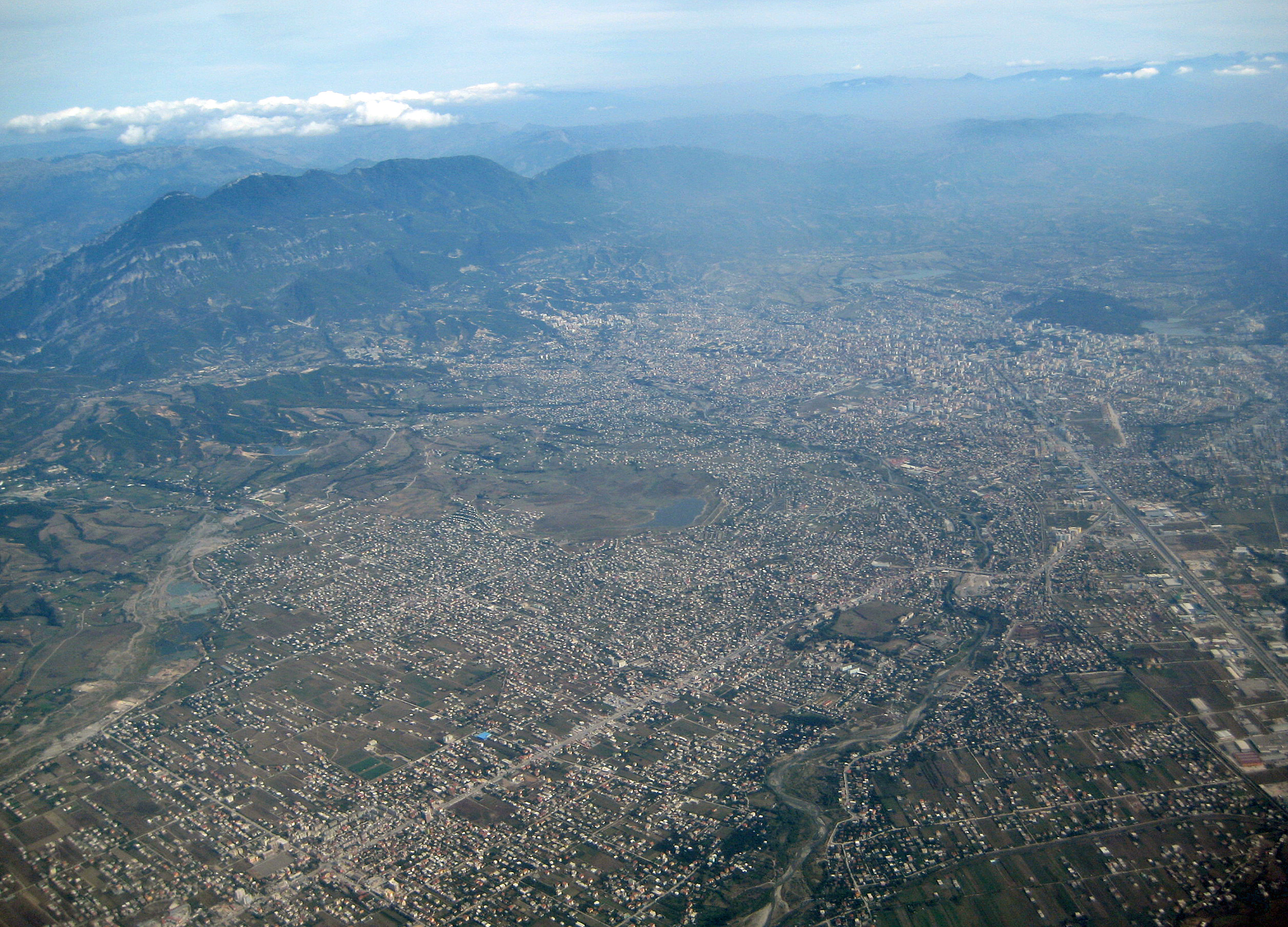